# 马旭明
马旭明（1964年10月—），男，汉族，籍贯浙江象山，生于浙江嵊州，中华人民共和国政治人物。北京外国语学院德语专业毕业。现任湖北省政协副主席、党组成员。

## 生平
1986年6月加入中国共产党。1986年8月参加工作。曾任中国国际广播电台驻德国记者站首席记者、西欧拉美地区广播中心德语部主任，国家广播电影电视总局外事司副司长、外事司司长、国际合作司司长。
2010年11月，任武汉市人民政府副市长。2011年12月，任中共武汉市委常委、武汉东湖新技术开发区工委书记。
2013年4月，任中共宜昌市委副书记，宜昌市人民政府市长、党组书记。2017年4月，任中共黄石市委书记。2018年1月，任湖北省政协副主席、党组成员。2021年3月，兼任中共襄阳市委书记。2022年6月，卸任中共襄阳市委书记。2023年1月，换届继续担任湖北省政协副主席